# Hjørring Øst Station
Hjørring Øst Station er en jernbanestation på Vendsysselbanen, der ligger i det østlige Hjørring i Vendsyssel. Stationen består af et spor og en perron med læskærme, cykelskure mv. Den betjenes af Nordjyske Jernbaners tog mellem Aalborg og Skagen. Kundegrundlaget udgøres blandt andet af Regionshospital Nordjylland, Hjørring og flere uddannelsesinstitutioner, der ligger inden for gangafstand.
Stationen åbnede for driften 8. marts 2021. På grund af restriktionerne i forbindelse med coronaviruspandemien var der ingen fejring på dagen. Anlægsarbejderne kostede 9,6 mio. kr., hvoraf staten betalte halvdelen, og Hjørring Kommune og Region Nordjylland en fjerdedel hver. Forud for åbningen forventedes det, at stationen ville få mellem 500 og 1.000 passagerer dagligt.